# Schleifbach (Levester Bach)
Der Schleifbach ist ein etwa 7,2 Kilometer langer, orographisch linker beziehungsweise südlicher Zufluss des Levester Bachs im Gebiet der Gemeinde Wennigsen und der Stadt Barsinghausen in der Region Hannover in Niedersachsen (Deutschland).

## Geographie
Der Schleifbach entsteht im Deister in einem Quellgebiet zwischen den Forsten Suerser Brink und Kniggenbrink südwestlich des Wennigser Ortsteils Wennigser Mark. Er fließt durch den westlichen Bereich von Wennigser Mark, unterquert die L 391 und die Deisterbahn. Der Bach bildet einen Abschnitt des östlichen Ortsrandes des Barsinghäuser Stadtteils Egestorf. Er fließt im gefällearmen Deistervorland weiter und mündet südsüdwestlich von Leveste in den Levester Bach. Nur die etwa 4,6 Kilometer des Bachverlaufs ab der Querung der L 391 fallen in die Zuständigkeit des Gewässerunterhaltungsverbands.
Der Schleifbach fließt in den Naturräumen Barsinghausen-Deister (378.30) und Gehrdener Lößhügel (521.01).

## Geschichte
Aus vom Schleifbachtal aus in Suerser Brink und Kniggenbrink vorgetriebenen Stollen wurde im 19. Jahrhundert Steinkohle gefördert. Der Abtransport nutzte die benachbarten Tälern von Forellenbach und Stockbach. 
Im 18. und 19. Jahrhundert lagen südöstlich des damaligen Dorfes Egestorf mehrere Schleifmühlen am Schleifbach.

## Umwelt
Der Oberlauf des Schleifbachs liegt im Deister im Landschaftsschutzgebiet LSG-H 23 Norddeister.
Am Übergang in die Calenberger Börde und in dieser verläuft der Schleifbach abschnittsweise von Gehölzen gesäumt. Die Durchgängigkeit des Baches ist durch mehrere verrohrte Straßen- oder Wegekreuzungen und abschnittsweises Trockenfallen in Sommer eingeschränkt.

### Flora
Im Deister wachsen entlang des Schleifbachs vor allem Buchenwälder. Der Landschaftsrahmenplan der Region Hannover geht hier ohne nähere Untersuchung von einem bodensauren Buchenwald des Berg- und Hügellandes auf basenarm verwitterndem Wealden-Sandstein aus.
Bei Egestorf verläuft der Schleifbach am Westrand des Landschaftsschutzgebiets LSG-H 71 Langreder Mark. Zu dessen Schutzabsichten gehört die Sicherung des strukturreichen Gebietes am Übergang vom Deister in die Ebene und der Erhalt und die Entwicklung der Gewässerläufe des Schleifbachs und dessen Zuflusses Allerbach durch Schaffung von Gewässerrandstreifen, Vernetzung von Waldgebieten und Gehölzpflanzungen.

### Wasserqualität
Die Wasserqualität des Oberlaufs des Schleifbachs ist in der Güteklasse I eingeordnet. Unterhalb des besiedelten Bereichs ist dies auf Güteklasse II reduziert.

## Sehenswürdigkeiten und Bauwerke
Oberhalb des Quellhangs des Schleifbachs lag im Deister die aus der Waschkaue des ehemaligen Oberen Sürsserbrinker Stollens entstandene Schleifbachhütte. Die in den 1960er Jahren zu einer Unterkunft für Jugendgruppen umgebaute Hütte brannte im Juli 2016 nieder.
Im unteren Bereich des Deisters liegen am Schleifbach noch Reste des alten König-Wilhelm-Stollens. Der als Naturdenkmal geschützte neue König-Wilhelm-Stollen oder auch Eisenbahn-Stollen liegt am Hang des Kniggenbrinks etwa 500 m nördlich.